# Mas Palou (Roses)
Mas Palou és una masia en un planell enlairat, al costat nord de la riera de la Trencada al municipi de Roses (Alt Empordà). Sembla que el mas antigament s'hauria anomenat mas Callol, el qual és citat l'any 1634 en referència a un censal que es pagava al monestir de Banyoles, que hauria estat creat l'any 1582. Les notícies posteriors arrenquen del 1871, quan n'era propietari Pere Palou. L'interior de l'edifici ha estat reformat i adaptat, l'any 1983, al nou ús de casa de colònies estivals per a escolars. L'any 2008 es va restaurar i rehabilitar per utilitzar-lo com a hotel (casa rural).
Edifici catalogat a l'Inventari del Patrimoni Arquitectònic de Catalunya, de planta rectangular, format per diversos cossos adossats, amb la distribució interior força alterada degut a les reformes dels últims temps. L'edifici principal, a l'oest, és de planta rectangular, de planta baixa i pis, amb la coberta de teula de dos vessants sobre els murs més llargs. La façana principal té dues portes que han estat reformades i tres finestres al pis, alguna de les quals amb els arcs rebaixats de maons disposats a sardinell. A la planta baixa hi havia les quadres, els estables, els magatzems..., mentre que al pis superior hi havia l'habitatge dels masovers.
Cap a la banda nord, un portal obert al mur dona pas a una altra construcció més petita, també de dues plantes, unida a la casa principal per un cos o cobert que era destinat a quadres. En aquest edifici hi havia les corts, els corrals, el paller i el graner. Tots els murs de la construcció són arrebossats i encalcinats.